# نيكولاس وليامز
نيكولاس وليامز (بالإنجليزية: Nicholas Williams)‏ هو مترجم الكتاب المقدس ‏ ومترجم بريطاني، ولد في 1942 في Walthamstow ‏ في المملكة المتحدة.